# Oddmund Myklebust
Oddmund Myklebust (* 21. April 1915 in Sandøy, Fylke Møre og Romsdal; † 14. September 1972) war ein norwegischer Fischer und Politiker der Senterpartiet, der zwischen 1965 und 1968 Fischereiminister in der Regierung von Ministerpräsident Per Borten war.

## Leben
Myklebust, Sohn des Fischers Kristoffer L. Myklebust und dessen Ehefrau Dorthea Uri, schloss 1936 die Volkshochschule ab und war danach bis 1965 als Fischer tätig.
Nach Ende des Zweiten Weltkrieges begann er 1945 seine politische Laufbahn in der Kommunalpolitik und war zwischen 1945 und 1953 Mitglied des Gemeinderates der Kommune Haram. Danach war er zwischen 1953 und 1954 Vorsitzender der Myklebust-Fischereiliga, die er 1937 mitgegründet hatte, sowie von 1954 bis 1957 sowie erneut von 1959 bis 1965 Vorsitzender der Fischereiliga von Sunnmøre, eine südliche Küstenregion im Fylke Møre og Romsdal. Daneben war er zwischen 1963 und 1965 Mitglied des Gemeindepräsidiums von Haram.
Am 12. Oktober 1965 wurde er von Ministerpräsident Per Borten als Fischereiminister (Fiskeriminister) in dessen Regierung berufen und bekleidete dieses Amt, bis er am 8. November 1968 von Einar Moxnes abgelöst wurde, der bereits seit dem 22. März 1968 das Amt des Fischereiministers kommissarisch bekleidet hatte. Zuletzt war er bis zu seinem Tod 1972 Vorsitzender des Fischereiausschusses von Sandøy.